# Увальный (посёлок)
Ува́льный — посёлок в Октябрьском районе Амурской области, Россия. Входит в Трудовой сельсовет.

## География
Посёлок Увальный стоит на левом притоке реки Дим (левый приток Амура).
Дорога к пос. Увальный идёт на юго-запад от районного центра Октябрьского района села Екатеринославка (через пос. Южный, сёла Панино и Максимовку), расстояние — около 45 км.
На юг от пос. Увальный дорога идёт к пос. Трудовой и Заозёрный, далее выезд на трассу областного значения Тамбовка — Райчихинск.

## История
Решением от 15 июля 1964 года № 415а исполнительного комитета Амурского областного совета депутатов трудящихся зарегистрирован и присвоено наименование населенному пункту второе отделение Борисоглебского совхоза — посёлок Увальный.

## Население
| 2002 | 2010 | 2012 | 2013 | 2014 | 2015 | 2016 |
| ---- | ---- | ---- | ---- | ---- | ---- | ---- |
| 128  | ↘91  | ↘85  | ↗86  | ↘82  | ↗83  | ↘81  |
| 2017 | 2018 |      |      |      |      |      |
| ↘77  | ↘70  |      |      |      |      |      |

## Инфраструктура
- Сельскохозяйственные предприятия Октябрьского района.